# Sheddak

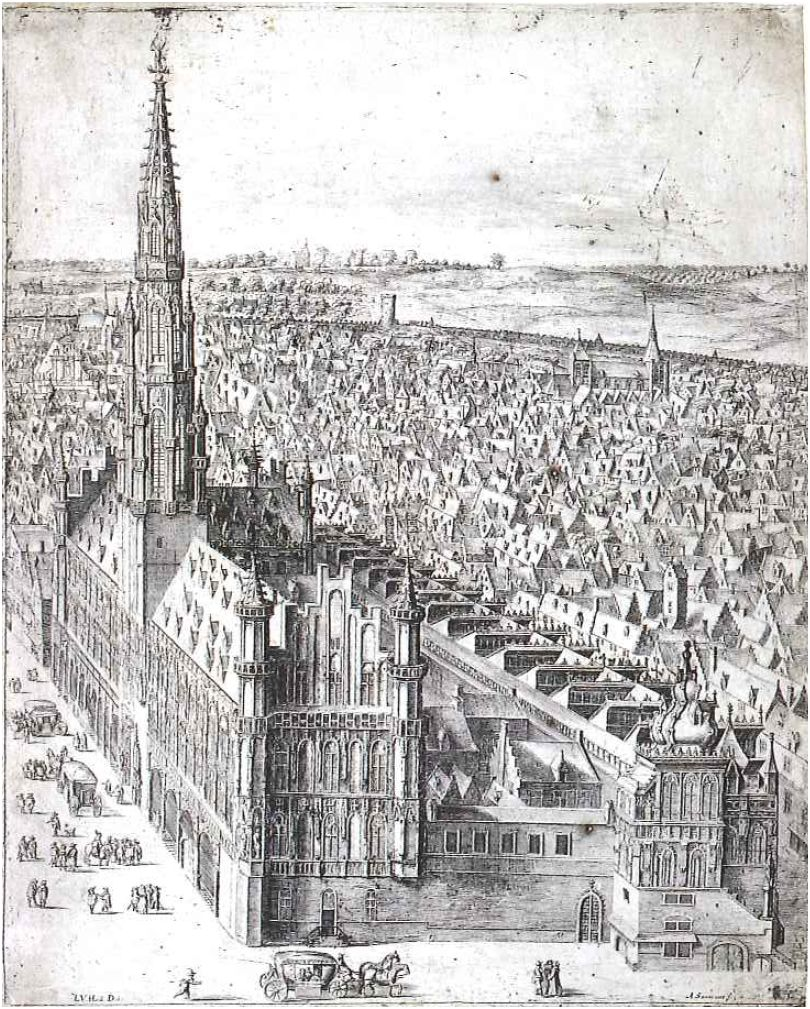
Zaagdaken in de lakenhal achter het stadhuis van Brussel, circa 1650

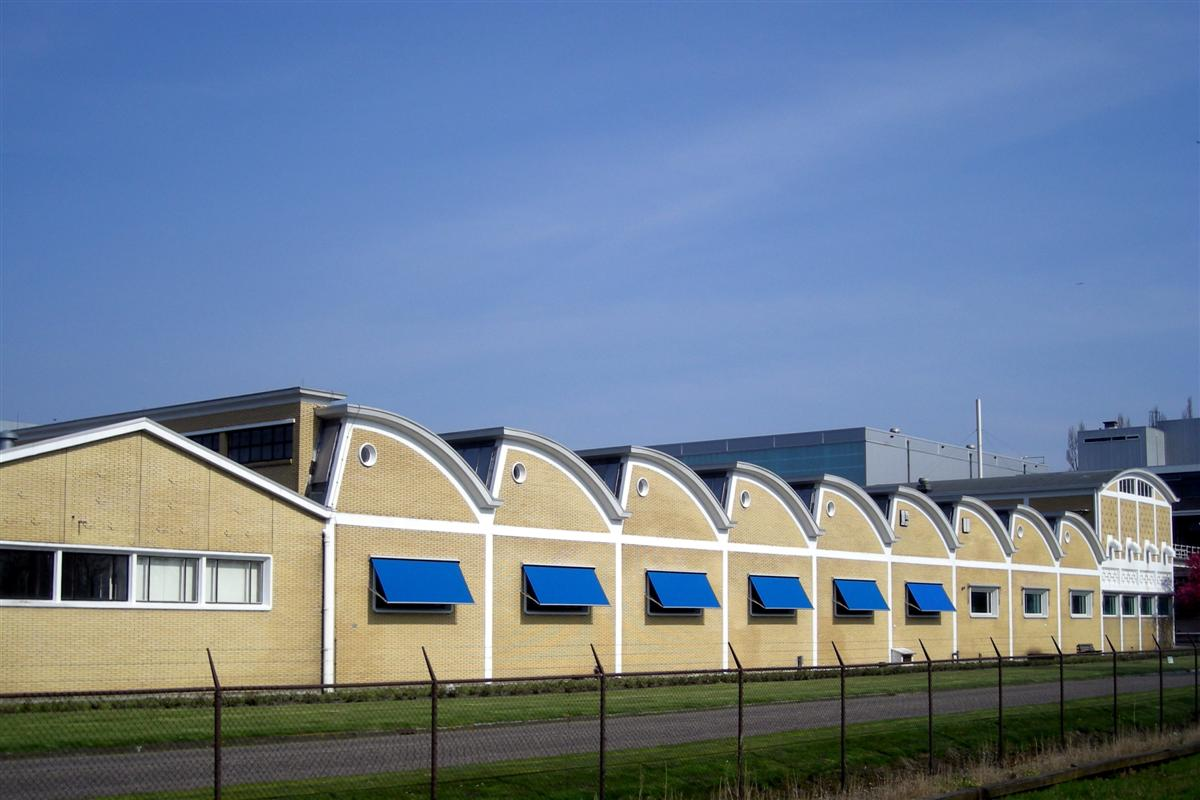
Negen sheddaken (Tonnemafabriek).

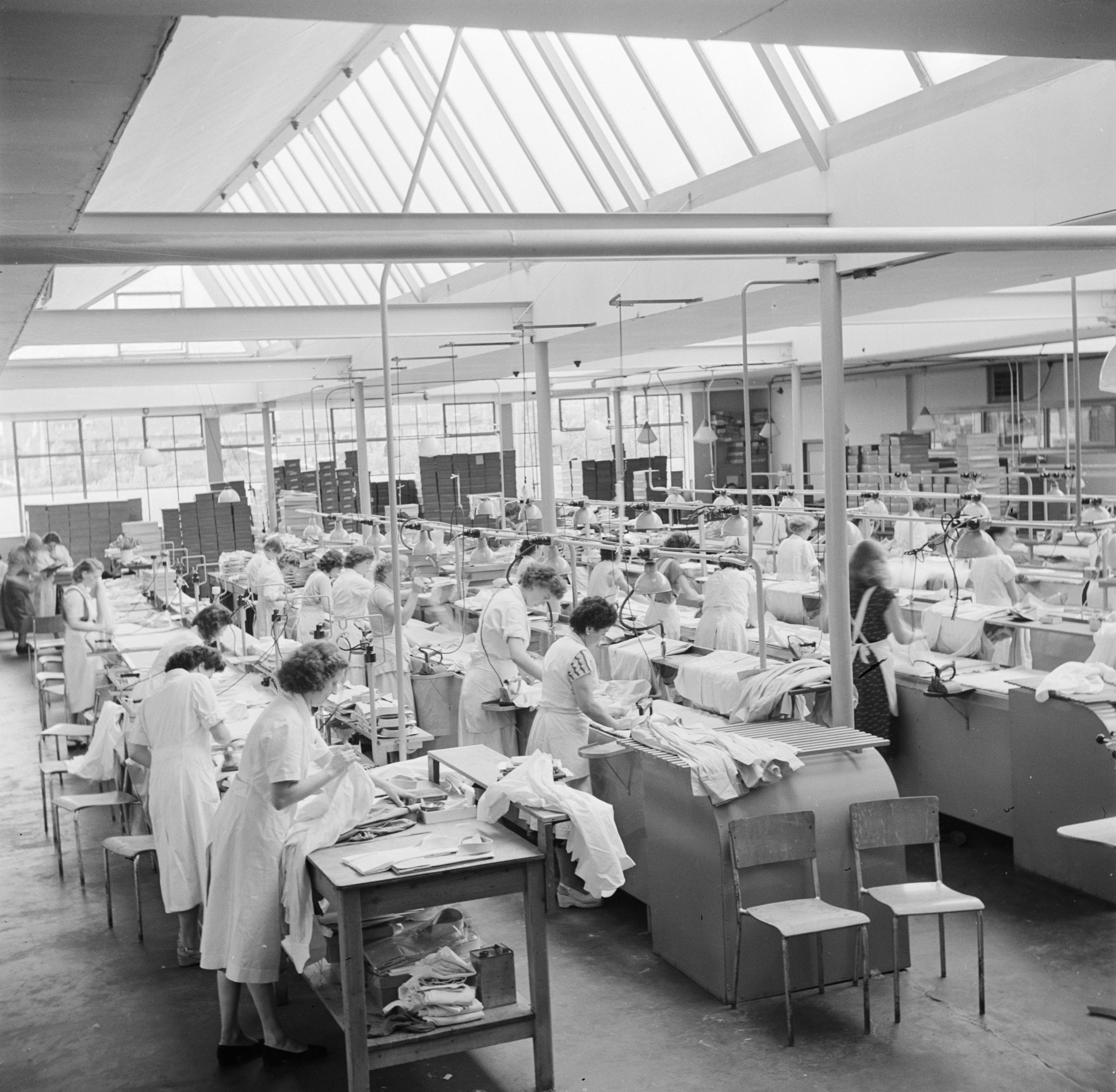
Een sheddak van binnenuit, met het gewenste gelijkmatige licht voor de strijksters van overhemdenbedrijf Kerko, 1954.

Een sheddak, zaagdak of zaagtanddak is een dakvorm die vooral bij uitgestrekte fabriekshallen werd toegepast. Bouwkundig gezien betreft het een reeks evenwijdige lessenaardaken, of vaker zadeldaken met ongelijke schilden. Met ramen in de noordelijke schilden verkrijgt men een gelijkmatige inval van daglicht, wat bijvoorbeeld in de textielindustrie van belang was. Enkele oude toepassingen, al vanaf de 14e eeuw, betreffen dan ook lakenhallen. Na de opkomst van kunstlicht koos men in de twintigste eeuw massaal voor goedkopere dakconstructies, maar architecten bleven het sheddak toepassen, soms vanuit hernieuwde belangstelling voor de voordelen van daglicht.

Principe van een sheddak

Pictogram 'fabriek'

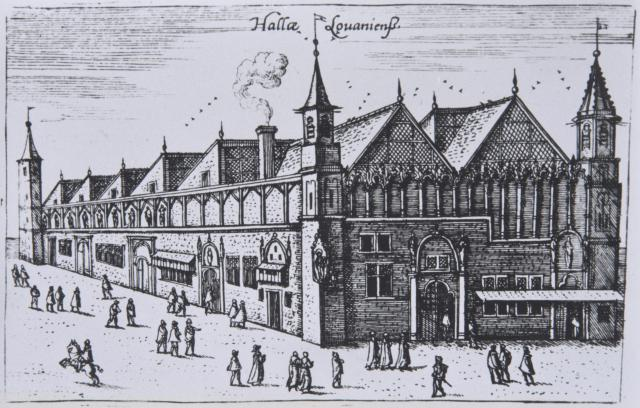
Lakenhal van Leuven met zaagdak, Gravure van Johannes Baptist Gramaye, ca. 1610

## Gelijkmatig licht
De belangrijkste reden om deze dakvorm toe te passen is het verkrijgen van gelijkmatig licht in de hal. Daarvoor moeten de nokken oost-westgericht zijn. De schilden op het noorden worden voorzien van vele ramen, die op het zuiden juist niet, om schaduwen en lichtplekken door de inval van direct zonlicht te voorkomen. Het op het noorden gerichte schild is veel steiler dan het op het zuiden gerichte schild. Het gevolg van dit alles is dat de hal vrij gelijkmatig licht krijgt zonder gebruik van kunstlicht, al is enig verschil tussen de plaatsen onder de ramen en die onder het dichte deel niet te vermijden. Door plaatsing van de werkplekken evenwijdig aan de nokken ontstonden wel verschillen tussen de plekken, maar had iedere plek min of meer zijn eigen lichtsterkte, weliswaar afhankelijk van weer en seizoen.

## Geschiedenis
Zeer vroege sheddaken waren te vinden in de Brabantse lakensteden Brussel en Leuven. De bedaking van de gemeentelijke lakenhallen moest zorgen voor een lichtinval die steeds toeliet de kwaliteit van het textiel in optimale omstandigheden na te gaan. Het ging om 14e-eeuwse constructies. Om deze innovatie te bestuderen stuurde de stad Keulen in 1375 een meester-timmerman naar Brussel en Leuven. De oudste afbeeldingen van deze daken dateren pas uit de 17e eeuw. Een prent toont de toenmalige lakenhal van Leuven in haar oorspronkelijke staat uit de 14e eeuw, waarbij de constructie overdekt is met een zadel- en zaagdak. Gedurende de verbouwing van 1680-1687 met als doel het gebouw tot een volwaardige universiteitshal om te vormen, verloor het complex zijn oorspronkelijke dakstructuur door de toevoeging van een tweede bouwlaag. Een gelijkaardige dakconstructie was te vinden op de lakenhal aan de achterzijde van het Brusselse stadhuis, die gelijkmatig verlicht werd door zestien glaswanden in het zaagdak. Het uit 1353-1359 daterende gebouw werd in 1695 vernield bij het bombardement op Brussel.
De sheddaken werden voor het eerst op grote schaal toegepast bij mechanische weverijen in Engeland. De mechanisch weefgetouwen werden daar in evenwijdige hallen van één bouwlaag opgesteld. Een dergelijk fabriekstype noemde men een shed (letterlijk: schuur of loods). Dankzij de sheddaken konden deze uitgestrekte complexen worden verlicht. In Twente werd de eerste shed in 1859 gebouwd. Voordien bestonden fabrieken vooral uit massieve blokvormige gebouwen met meerdere bouwlagen. Hierin waren vooral spinnerijen gevestigd.

### Kunstlicht
Na de Tweede Wereldoorlog werden fabriekshallen in toenemende mate overdag verlicht en werden tl-buizen vanzelfsprekend. Dit heeft het gebruik van sheddaken sterk doen afnemen. Niettemin is het sheddak, samen met de schoorsteen, emblematisch geworden voor fabrieken en industrie.

### Herleving
In de 21e eeuw is er opnieuw belangstelling voor het sheddak, zowel vanuit ecologische redenen (al dan niet in combinatie met zonnepanelen) alsook vanwege het mentale aspect van daglicht op werknemers. Zo zal dit bijvoorbeeld toegepast worden in de toekomstige stelplaats van de MIVB te Haren.